# Округ Бернет (Висконсин)
Бернет (енгл. Burnett County) је округ у америчкој савезној држави Висконсин.

## Демографија
По попису из 2010. године број становника је 15.457, што је 217 (-1,4%) становника мање него 2000. године.
| Група             | 2000.          | 2010.          |
| Белци             | 14.563 (92,9%) | 14.067 (91,0%) |
| Афроамериканци    | 56 (0,4%)      | 81 (0,5%)      |
| Азијати           | 37 (0,2%)      | 52 (0,3%)      |
| Хиспаноамериканци | 120 (0,8%)     | 194 (1,3%)     |
| Укупно            | 15.674         | 15.457         |